# Långtjärnen (Skogs socken, Hälsingland)
Långtjärnen är en sjö i Söderhamns kommun i Hälsingland och ingår i Skärjåns huvudavrinningsområde. Sjön är 6,1 meter djup, har en yta på 0,348 kvadratkilometer och befinner sig 123,3 meter över havet.

## Delavrinningsområde
Långtjärnen ingår i det delavrinningsområde (678061-155130) som SMHI kallar för Mynnar i Härnbosjön. Medelhöjden är 128 meter över havet och ytan är 2,62 kvadratkilometer. Det finns inga avrinningsområden uppströms utan avrinningsområdet är högsta punkten. Vattendraget som avvattnar avrinningsområdet har biflödesordning 3, vilket innebär att vattnet flödar genom totalt 3 vattendrag innan det når havet efter 37 kilometer. Avrinningsområdet består mestadels av skog (72 procent). Avrinningsområdet har 0,35 kvadratkilometer vattenytor vilket ger det en sjöprocent på 13,3 procent.